# بسارین جوغاشویلی
بِساریُن ایوانِس دزِ جوغاشویلی (گرجی: ბესარიონ ივანეს ძე ჯუღაშვილი) یا ویساریون ایوانُویچ دژوگاشویلی (روسی: Виссарио́н Ива́нович Джугашви́ли)، عموماً شناخته‌شده با نام بِسو، (حدود ۱۸۵۰ – ۲۵ اوت ۱۹۰۹) پدر ژوزف استالین بود. او در یک خانوادهٔ دهقانی از رعیت‌ها در شهر کوچک دیدی لیلو از کشور گرجستان به‌دنیا آمد، او در جوانی برای کفاشی در یک کارخانه به شهر تفلیس مهاجرت نمود. از او دعوت شده بود تا در شهر گوری کسب و کار خودش را داشته باشد، جایی که با اکاترین گلادزه آشنا شده و با وی ازدواج نموده بود، آنها صاحب سه پسر شدند که تنها جوان‌ترین آنان، یُسِب زنده‌ماند.

## سابقه خانواده و زندگی ابتدایی
از سابقهٔ خانوادهٔ بسارین جوغاشویلی اطلاعات اندکی باقی مانده‌است. پدربزرگ وی، زازا جوغاشویلی، درگیر شورش ۱۸۰۴ متیولتی علیه امپراتوری روسیه شده بود، که تنها به گرجستان در سال ۱۸۰۱ انحصار داشت. زازا احتمالاً اصالتی آسی داشت. زازا از این قیام فرار کرد و راهی دیدی لیلو، یک روستا در ۱۶ کیلومتری پایتخت (تفلیس) شد. وی در آنجا به‌عنوان کشاورز زیردست شاهزاده بادور ماچابیلی برای تاکستان‌هایش کار می‌کرد. او صاحب یک پسر به نام وانو (گرجی‌شدهٔ ایوان کوچک) شد، که وی به نوبه خود صاحب دو پسر به نام‌های گیورگی و بسارین شد که حدوداً در سال ۱۸۵۰ میلادی به‌دنیا آمد. وانو در جوانی (حدوداً پیش از ۵۰ سالگی) درگذشت. هنگامی که گیورگی به‌عنوان یک مهمان‌خانه‌دار تا زمانی که توسط راهزنان کشته شد کار می‌کرد.